# 모리모토 히만
모리모토 히만(일본어: 森本 ヒマン, 1997년 5월 1일~)는 일본의 축구 선수이다.

## 구단 경력
그는 2021년 일본 풋볼 리그의 FC 티아모 히라카타에 입단했다. 2023년 J3리그의 가마타마레 사누키로 임대 이적했다. 2024년 FC 티아모 히라카타로 복귀했다. 2024년 7월 레일락 시가 FC로 이적했다.